# Hayler (Schiff)
Die USS Hayler (DD-997) war ein Zerstörer der United States Navy und gehörte der Spruance-Klasse an. Sie wurde nach Vizeadmiral Robert W. Hayler (1891–1980) benannt.

## Geschichte
Im Haushaltsjahr 1978 genehmigte der US-Kongress den Bau zweier zusätzlicher Zerstörer der Spruance-Klasse, stellte aber nur die finanziellen Mittel für den Bau eines der beiden Schiffe zur Verfügung. Diese beiden Schiffe sollten ursprünglich als DDH (Helikopter-Zerstörer) gebaut werden. Die ursprüngliche Planung sah deshalb vor, das Flugdeck nach achtern zu verschieben und den Hangar zu vergrößern. Dabei wäre der Sea-Sparrow-Starter auf das Hangar-Dach versetzt worden. Die Schiffe hätten dann anstelle zweier SH-2 SeaSprite-Hubschrauber entweder zwei SH-3 SeaKing oder bis zu vier SH-2 oder SH-60 Seahawk mitführen können. Da die Kosten für die nötigen Konstruktionsarbeiten das vorhandene Budget überschritten hätten, wurde Hayler letztendlich nach der Standardkonfiguration der Spruance-Klasse am 20. Oktober 1980 auf Kiel gelegt.
Die Indienststellung erfolgte am 5. März 1983 und die Hayler wurde der Atlantikflotte zugeteilt. Sie wurde unter anderem 1988 – 89 als Flaggschiff der Standing Naval Force Atlantic (STANAVFORLANT) der NATO eingesetzt. Während dieses Einsatzes kollidierte sie am 23. Oktober 1988 mit dem deutschen Marinetanker Rhön, wobei beide Schiffe stark beschädigt wurden, jedoch kein Personenschaden entstand.
1991 wurde Hayler einer umfassenden Modernisierung unterzogen, bei der der ASROC-Starter auf dem Vorschiff durch ein Mk-41 VLS (Vertical Launch System) mit 61 Zellen ersetzt wurde, so dass sie nun BGM-109 Tomahawk-Marschflugkörper und die reichweitengesteigerte RUM-139 VL-ASROC mit sich führen konnte.

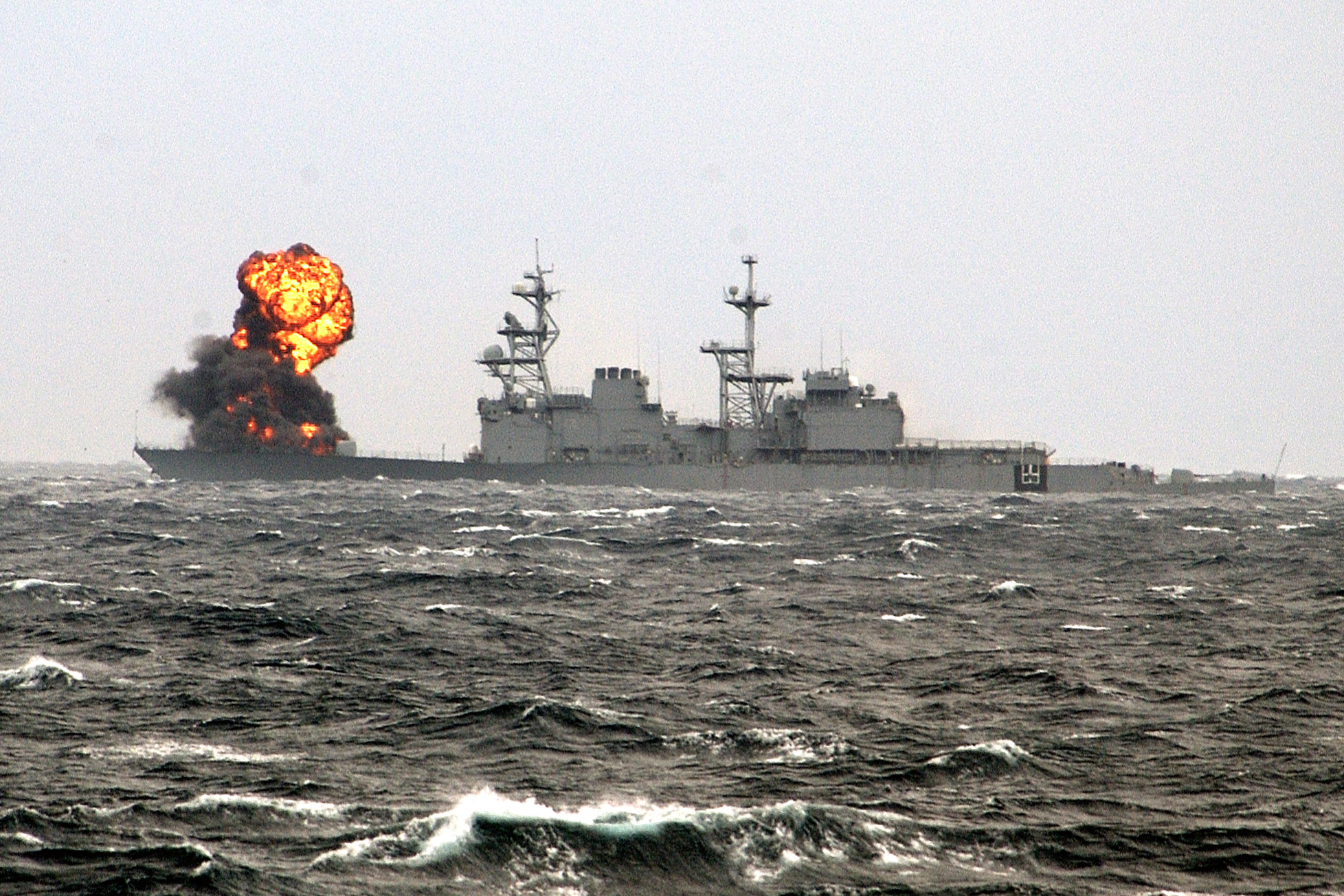
Versenkung der Hayler

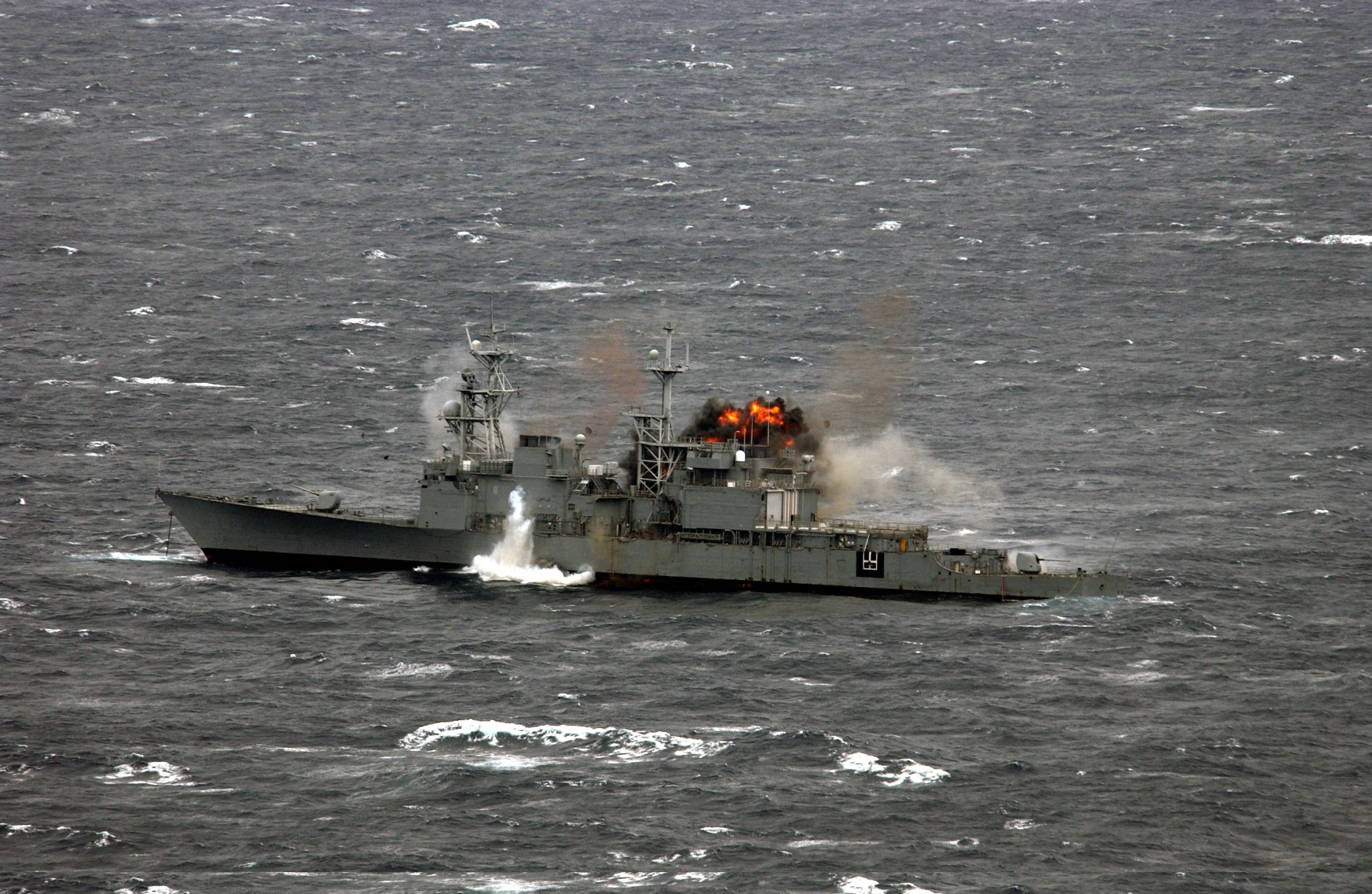
Versenkung der Hayler

Am 25. August 2003 wurde die Hayler außer Dienst gestellt. Im Rahmen einer Übung wurde sie am 13. November 2004 als Zielschiff versenkt.